# Rushden & Diamonds
Rushden & Diamonds (offiziell: Rushden & Diamonds Football Club) – auch bekannt als The Diamonds – war ein in Irthlingborough, Northamptonshire ansässiger englischer Fußballverein, der zuletzt in der Conference National spielte. Am 11. Juni 2011 wurde der Verein aufgrund seiner finanziellen Probleme vom Spielbetrieb ausgeschlossen, was zu seiner Auflösung führte. Der Nachfolgeverein AFC Rushden & Diamonds spielt in der Northern Premier League.

## Geschichte

### Gründung
Rushden & Diamonds wurden am 21. April 1992 von Max Griggs, Besitzer der Schuhfirma Dr. Martens, gegründet. Er hatte zwei Clubs (Rushden Town und Irthlingborough Diamonds) gekauft und diese zu einem Club fusioniert. Rushden & Diamonds bestritt seine Heimspiele im Nene Park in Irthlingborough, Northamptonshire.

### Die ersten Jahre
Das Team begann in der Southern League, Division 1. Von 1997 bis 2001 spielte der Club in der Football Conference. Trainer war Brian Talbot. 2001 gelang der Aufstieg in die Football League, die niedrigste englische Profiliga.

### Aufstieg ins Profigeschäft

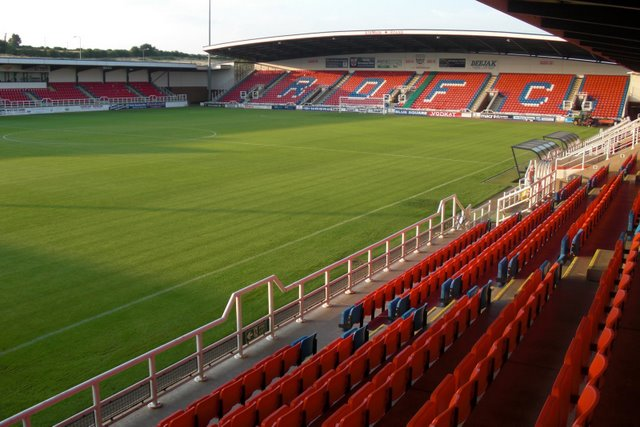
Nene Park

In der ersten Saison erreichte der Verein das Division 3 Playoff-Finale, wo er aber gegen Cheltenham Town verlor. 2003 stieg er dann auf, da am allerletzten Spieltag Hartlepool United besiegt wurde. So gelang der dritte Aufstieg in acht Jahren. Im März 2004 verließ Brian Talbot den Verein. Er übernahm die Führung bei Oldham Athletic. Neuer Trainer wurde Barry Hunter, der keine Erfahrungen hatte. Am Ende der Saison stieg der Verein wieder ab. Durch eine Niederlagenserie im Winter und den nötigen Verkauf einiger Top-Spieler, um Schulden zu begleichen, kam es, dass er als 22. der Liga wieder abstieg. Trainer wurde am Ende der Saison Ernie Tippett und blieb es auch für die Saison 04/05. Trotz einer großen Zahl neuer Spieler und obwohl man als Aufstiegsaspirant gehandelt wurde, fand der Club sich schnell auf Platz 22 wieder, sodass man Barry Hunter zurückholte und doch nicht abstieg. Im Sommer 2005 trat Max Griggs als Präsident des Clubs zurück. Von den Fans wurde ein Konzern gegründet, um den Verein selbst zu leiten. An ihn übergab Griggs den Verein, das Stadion und 22 Morgen Land. Außerdem versprach Griggs dem Verein 500.000 £ in der Saison 05/06 und 250.000 £ in der Saison 06/07 zur Verfügung zu stellen. Am 3. Juni 2005 wurde der Club offiziell übergeben. Er ist der Erste, der nur von Fans geleitet wird. Nach der Saison 05/06 stieg Rushden & Diamonds wieder in die Conference National ab.

### Rückkehr in die Conference National
Die Saison 2006/07 schloss der Verein als 12. in der Conference National ab. Für die Saison 07/08 wurde Garry Hill Trainer. Die Saison begann nicht sehr erfolgreich: Nach einem Unentschieden am 1. Spieltag setzte es 3 Niederlagen in Folge. Der Verein beendete die Spielzeit 2007/08 auf dem 16. Rang und schaffte den Klassenerhalt, in der darauffolgenden Saison wurde mit dem 11. Rang der Aufwärtstrend bestätigt.

## Besondere Spieler
Für eine komplette Auflistung aller Spieler von Rushden & Diamonds, siehe Liste der Spieler von Rushden & Diamonds.
Der Rekordtorschütze des Vereins war Darren Collins, der in 288 Spielen 153 Tore erzielte.
Das erste Tor in der Geschichte des Vereins schoss Ollie Kearns am 22. August 1992 gegen Bilston Town.
Acht Spieler brachten es auf mehr als 200 Einsätze für das Team:
- Garry Butterworth (371 Spiele)
- Andy Burgess (333 Spiele)
- Paul Underwood (301 Spiele)
- Darren Collins (288 Spiele)
- Billy Turley (253 Spiele)
- Tim Wooding (247 Spiele)
- Jim Rodwell (208 Spiele)
- Andy Peaks (205 Spiele)